# Uscana fumipennis
Uscana fumipennis är en stekelart som först beskrevs av Blood 1923.  Uscana fumipennis ingår i släktet Uscana och familjen hårstrimsteklar. Inga underarter finns listade i Catalogue of Life.